# كريستي إليوت
كريستي إليوت (بالإنجليزية: Christie Elliott)‏ (26 مايو 1991 بنيوكاسل أبون تاين في المملكة المتحدة - ) هو لاعب كرة قدم بريطاني في مركز الهجوم. لعب مع نادي بارتيك ثيسل وJarrow Roofing Boldon Community Association F.C. ‏ وWhitley Bay F.C. ‏ ونادي ألبيون روفرز.

## وصلات خارجية
- كريستي إليوت على موقع قاعدة بيانات كرة القدم.إي يو (الإنجليزية)
- كريستي إليوت على موقع Soccerbase.com (لاعب) (الإنجليزية)
- كريستي إليوت على موقع Soccerway.com (الإنجليزية)
- كريستي إليوت على موقع عالم كرة القدم.نت (الإنجليزية)